# Чавићи
Чавићи су насељено мјесто у Босни и Херцеговини у општини Бугојно које административно припада Федерацији Босне и Херцеговине. Према попису становништва из 1991. у насељу је живјело 36 становника.

## Становништво
| Националност       | 1991. | 1981. | 1971. | 1961. |
| Срби               | 36    | 74    | 104   | 103   |
| остали и непознато |       | 1     |       |       |
| Укупно             | 36    | 75    | 104   | 103   |

| Демографија | Демографија | Демографија |
| Година      | Становника  | Становника  |
| ----------- | ----------- | ----------- |
| 1961.       | 103         |             |
| 1971.       | 104         |             |
| 1981.       | 75          |             |
| 1991.       | 36          |             |